# Lorrie Morgan

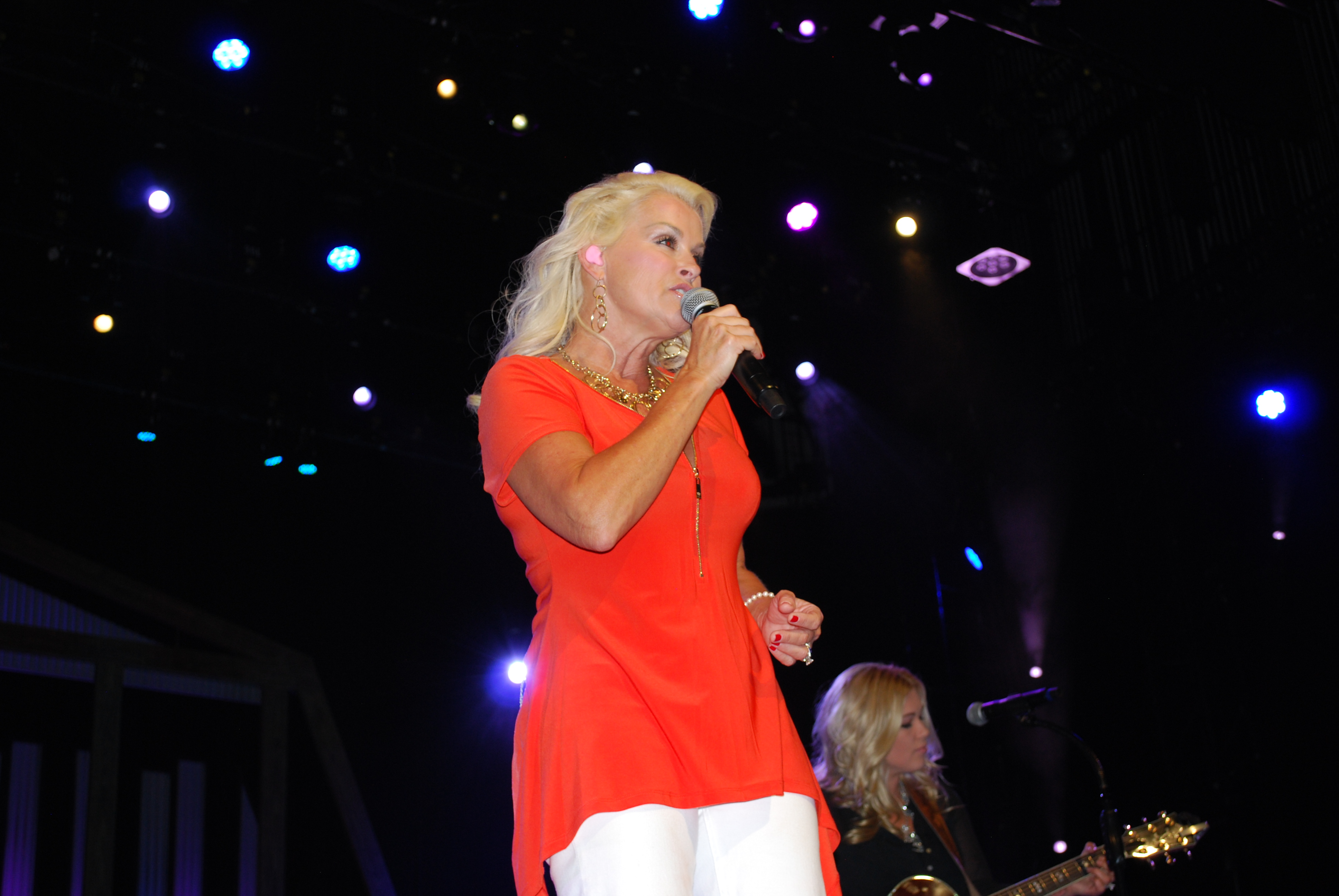
Lorrie Morgan (2015)

Lorrie Morgan (* 27. Juni 1959  als Loretta Lynn Morgan in Nashville, Tennessee) ist eine US-amerikanische Country-Sängerin.

## Anfänge
Als Tochter des Country-Musikers und Grand Ole Opry Stars George Morgan (1924–1975) kam Lorrie schon früh mit dem Musikgeschäft in Berührung. Mit 13 Jahren stand sie das erste Mal auf der Bühne der Opry. Für ihr Lied Paper Roses wurde sie mit stehenden Ovationen gefeiert, ein prägender Moment für die junge Sängerin. Nach dem frühen Tod ihres Vaters versuchte sie mit Musikern aus seiner ehemaligen Begleitband seine Karriere fortzusetzen. Ein jahrelanges Tingeln durch die Clubszene begann.
Schließlich zog sie nach Nashville, wo sie als Songwriterin und Demosängerin beim renommierten Acuff-Rose-Verlag Anstellung fand. Beim verlagseigenen Hickory-Label wurden ab 1979 einige Singles eingespielt, die sich auf den unteren Plätzen der Top 100 platzieren konnten. Auf elektronischen Wege wurde ein Duett mit ihrem verstorbenen Vater produziert – I’m Completely Satisfied With You erreichte nur Platz 93 der Country-Charts. Ihre erste Ehe scheiterte. 1986 heiratete sie den Country-Musiker Keith Whitley, der bei RCA unter Vertrag stand. Obwohl sie mittlerweile regelmäßig in der Grand Ole Opry auftrat, ging es mit ihrer Karriere kaum vorwärts. Erst 1988 erhielt sie vom RCA-Label einen Schallplattenvertrag.

## Karriere
Ihr erstes Album, You Can Leave The Light On, erschien 1989. Mehrere ausgekoppelte Singles konnten sich in den Top 10 und Top 20 platzieren. Mit Five Minutes gelang ihr 1990 der erste Nummer-eins-Hit. Ein gemeinsam mit ihrem Mann eingespielter Song wurde von der Country Music Association als Vocal Event of the Year ausgezeichnet. Tragischerweise verstarb Keith Whitley Mitte 1989 an einer Alkoholvergiftung.
Von Morgans privaten Problemen unbeeinflusst ging es mit ihrer Karriere steil aufwärts. Ihr zweites RCA-Album, Something In Red, brachte ihr den endgültigen kommerziellen Durchbruch. Es hielt sich über ein Jahr in den Country-Album-Charts und wurde mit Platin ausgezeichnet. Die ausgekoppelte Single What Part Of No schaffte es auf Platz eins. Der Erfolg wurde mit dem nächsten Album wiederholt. Das beim BNA-Label produzierte Watch Me erreichte Platinstatus und der Titelsong rückte bis auf Platz eins der Country-Charts vor.
Auch ihre nächsten Alben erreichten hohe Chartpositionen, allerdings waren die Singles weniger erfolgreich. Es dauerte bis 1995, bis mit I Didn’t Know My Own Strength erneut ein Nummer-eins-Hit verbucht werden konnte. 1996 coverte sie mit den Beach Boys für das Album Stars and Stripes Vol. 1 den Hit Don't Worry Baby. Ihr Privatleben war weiterhin von Turbulenzen geprägt. Anfang 1992 erklärte sie Privatkonkurs. Außerdem gab es schwerwiegende gesundheitliche Probleme. Kurz nach ihrer dritten Eheschließung musste ihre Gebärmutter entfernt werden. Nur wenig später sorgte sie mit ihrer Beziehung zum Quarterback der Dallas Cowboys für Aufsehen. 1997 heiratete sie den zehn Jahre jüngeren Nachwuchsmusiker Jon Randall. Die Ehe wurde nur zwei Jahre später geschieden. Das mit Randall produzierte Duett By My Side konnte sich in den Top 20 platzieren.
Auch ihre nächsten Alben und Singles waren erfolgreich, wenn auch die früheren Verkaufszahlen nicht mehr ganz erreicht werden konnten. 2001 heiratete Morgan ihren Country-Kollegen Sammy Kershaw. Auch diese Ehe war alles andere als glücklich. Es gab öffentlich ausgetragene Kämpfe und gegenseitige Strafanzeigen. Ein Scheidungsantrag wurde wieder zurückgezogen. 2001 produzierte Lorrie Morgan mit ihrem Mann ein gemeinsames Duett-Album, das Morgans bislang letzten Top-40-Hit He Drinks Tequila enthält. Danach verlor die Sängerin ihre langjährigen Verträge mit BNA/RCA und unterzeichnete bei dem unabhängigen Label Image. Die folgenden Alben floppten allerdings. 2006 war sie auf dem Tributalbum für  Barbara Mandrell She Was Country When Country Wasn't Cool zu hören.  Im Herbst 2008 gab sie bekannt, in finanziellen Schwierigkeiten zu sein und private Insolvenz anmelden zu müssen, da sie Verbindlichkeiten in Millionenhöhe nicht mehr nachkommen könne. Das folgende Album A Moment in Time wurde im Oktober 2009 beim Stroudavarious-Label veröffentlicht und enthält 14 Coverversionen von traditionellen Country-Hits.
2010 spielte sie am Broadway die Rolle der Lula in der Show Pure Country. Am 15. September 2010 heiratete sie ihren sechsten Ehemann Randy White, einen ehemaligen bekannten Football-Spieler.
Am 21. und 22. Juni 2011 gab sie bei ihrem ersten Deutschland-Besuch in der Four-Corners-Music-Hall in Untermeitingen jeweils ein Konzert.
Seit 2009 tritt sie gemeinsam mit Pam Tillis, der Tochter des Country-Sängers Mel Tillis, als Duo auf. Bislang entstanden zwei Alben: Grits And Glamour: Dos Divas (2013) und Come See Me and Come Lonely (2017). Beide gehen auch gemeinsam auf Tour.

## Diskografie

### Alben
| Jahr | Titel                       | Höchstplatzierung, Gesamtwochen, AuszeichnungChartplatzierungen (Jahr, Titel, Platzierungen, Wochen, Auszeichnungen, Anmerkungen) | Höchstplatzierung, Gesamtwochen, AuszeichnungChartplatzierungen (Jahr, Titel, Platzierungen, Wochen, Auszeichnungen, Anmerkungen) | Anmerkungen                            |
| Jahr | Titel                       | US | Country | Anmerkungen                            |
| ---- | --------------------------- | --- | --- | -------------------------------------- |
| 1989 | Leave The Light On          | US117 Platin · (33 Wo.)US | Country6 (154 Wo.)Country | RCA                                    |
| 1991 | Something In Red            | US53 Platin · (95 Wo.)US | Country8 (145 Wo.)Country | RCA                                    |
| 1992 | Watch Me                    | US65 Platin · (65 Wo.)US | Country15 (89 Wo.)Country | BNA                                    |
| 1993 | Merry Christmas From London | US115 (5 Wo.)US | Country26 (11 Wo.)Country | mit The New World Philharmonic BNA     |
| 1994 | War Paint                   | US48 Gold · (21 Wo.)US | Country7 (32 Wo.)Country | BNA                                    |
| 1996 | Greater Need                | US62 Gold · (20 Wo.)US | Country8 (50 Wo.)Country | BNA                                    |
| 1997 | Shakin’ Things Up           | US98 Gold · (11 Wo.)US | Country9 (30 Wo.)Country | BNA                                    |
| 1998 | Secret Love                 | — | Country36 (12 Wo.)Country | BNA                                    |
| 1998 | My Heart                    | US116 (5 Wo.)US | Country8 (13 Wo.)Country | BNA                                    |
| 2001 | I Finally Found Someone     | US114 (3 Wo.)US | Country13 (22 Wo.)Country | mit Sammy Kershaw RCA                  |
| 2004 | Show Me How                 | — | Country49 (5 Wo.)Country | Image                                  |
| 2009 | A Moment in Time            | — | Country40 (6 Wo.)Country | Country Crossing                       |
| 2013 | Dos Divas                   | — | Country62 (4 Wo.)Country | mit Pam Tillis Red River Entertainment |
| 2016 | Letting Go...Slow           | — | Country47 (1 Wo.)Country | Shanachie Records                      |

Weitere Veröffentlichungen
- 2007: An Old Fashioned Christmas
- 2010: I Walk Alone
- 2017: Come See Me and Come Lonely (mit Pam Tillis)

### Kompilationen
| Jahr | Titel                                   | Höchstplatzierung, Gesamtwochen, AuszeichnungChartplatzierungen (Jahr, Titel, Platzierungen, Wochen, Auszeichnungen, Anmerkungen) | Höchstplatzierung, Gesamtwochen, AuszeichnungChartplatzierungen (Jahr, Titel, Platzierungen, Wochen, Auszeichnungen, Anmerkungen) | Anmerkungen                                          |
| Jahr | Titel                                   | US | Country | Anmerkungen                                          |
| ---- | --------------------------------------- | --- | --- | ---------------------------------------------------- |
| 1995 | Reflections: Greatest Hits              | US46 ×2Doppelplatin · (37 Wo.)US                                                                                                  | Country5 (89 Wo.)Country | BNA                                                  |
| 1998 | Super Hits                              | — | Country53 (15 Wo.)Country | BNA                                                  |
| 1998 | The Essential Lorrie Morgan             | — | Country73 (1 Wo.)Country | BNA                                                  |
| 1999 | CMT Girls’ Night Out                    | — | Country30 (… Wo.)Country | mit Sara Evans, Martina McBride & Mindy McCready BNA |
| 2000 | To Get to You: Greatest Hits Collection | — | Country21 (12 Wo.)Country | BNA                                                  |

Weitere Veröffentlichungen
- 1991: Classics
- 1993: Trainwreck of Emotion
- 2002: RCA Country Legends
- 2003: All American Country
- 2016: A Picture of Me: Greatest Hits & More

### Livealben
| Jahr | Titel              | Höchstplatzierung, Gesamtwochen, AuszeichnungChartplatzierungen (Jahr, Titel, Platzierungen, Wochen, Auszeichnungen, Anmerkungen) | Höchstplatzierung, Gesamtwochen, AuszeichnungChartplatzierungen (Jahr, Titel, Platzierungen, Wochen, Auszeichnungen, Anmerkungen) | Anmerkungen |
| Jahr | Titel              | US | Country | Anmerkungen |
| ---- | ------------------ | --- | --- | ----------- |
| 2002 | The Color of Roses | — | Country37 (10 Wo.)Country | Image       |

### Singles
| Jahr | Titel Album                                                | Höchstplatzierung, Gesamtwochen, AuszeichnungChartplatzierungen (Jahr, Titel, Album, Platzierungen, Wochen, Auszeichnungen, Anmerkungen) | Höchstplatzierung, Gesamtwochen, AuszeichnungChartplatzierungen (Jahr, Titel, Album, Platzierungen, Wochen, Auszeichnungen, Anmerkungen) | Anmerkungen       |
| Jahr | Titel Album                                                | US | Country | Anmerkungen       |
| ---- | ---------------------------------------------------------- | --- | --- | ----------------- |
| 1979 | Two People in Love                                         | — | Country75 (5 Wo.)Country |                   |
| 1979 | Tell Me I’m Only Dreaming                                  | — | Country88 (3 Wo.)Country |                   |
| 1979 | I’m Completely Satisfied with You                          | — | Country93 (3 Wo.)Country | mit George Morgan |
| 1984 | Don’t Go Changing                                          | — | Country69 (5 Wo.)Country |                   |
| 1988 | Trainwreck of Emotion Leave the Light On                   | — | Country20 (19 Wo.)Country |                   |
| 1989 | Dear Me Leave the Light On                                 | — | Country9 (22 Wo.)Country |                   |
| 1989 | Out of Your Shoes Leave the Light On                       | — | Country2 (26 Wo.)Country |                   |
| 1990 | Five Minutes Leave the Light On                            | — | Country1 (26 Wo.)Country |                   |
| 1990 | He Talks to Me Leave the Light On                          | — | Country4 (21 Wo.)Country |                   |
| 1991 | We Both Walk Something in Red                              | — | Country3 (20 Wo.)Country |                   |
| 1991 | A Picture of Me (Without You) Something in Red             | — | Country9 (20 Wo.)Country |                   |
| 1991 | Except for Monday Something in Red                         | — | Country4 (20 Wo.)Country |                   |
| 1992 | Something in Red                                           | — | Country14 (20 Wo.)Country |                   |
| 1992 | Watch Me                                                   | — | Country2 (20 Wo.)Country |                   |
| 1992 | What Part of No Watch Me                                   | — | Country1 (20 Wo.)Country |                   |
| 1993 | I Guess You Had to Be There Watch Me                       | — | Country14 (20 Wo.)Country |                   |
| 1993 | Half Enough Watch Me                                       | — | Country8 (20 Wo.)Country |                   |
| 1993 | Crying Time The Beverly Hillbillies O.S.T.                 | — | Country59 (6 Wo.)Country |                   |
| 1993 | My Favorite Things Merry Christmas from London             | — | Country64 (3 Wo.)Country |                   |
| 1994 | My Night to Howl War Paint                                 | — | Country31 (12 Wo.)Country |                   |
| 1994 | If You Came Back from Heaven War Paint                     | — | Country51 (11 Wo.)Country |                   |
| 1994 | Heart Over Mind War Paint                                  | — | Country39 (13 Wo.)Country |                   |
| 1995 | I Didn’t Know My Own Strength Greatest Hits                | — | Country1 (20 Wo.)Country |                   |
| 1995 | Back in Your Arms Again Greatest Hits                      | — | Country4 (20 Wo.)Country |                   |
| 1995 | Standing Tall Greatest Hits                                | — | Country32 (17 Wo.)Country |                   |
| 1995 | Sleigh Ride Merry Christmas from London                    | — | Country42 (9 Wo.)Country |                   |
| 1996 | By My Side Greater Need                                    | — | Country18 (20 Wo.)Country | mit Jon Randall   |
| 1996 | I Just Might Be Greater Need                               | — | Country45 (12 Wo.)Country |                   |
| 1997 | Good as I Was to You Greater Need                          | — | Country4 (20 Wo.)Country |                   |
| 1997 | Go Away Shakin’ Things Up                                  | US85 (6 Wo.)US | Country3 (20 Wo.)Country |                   |
| 1997 | One of Those Nights Tonight Shakin’ Things Up              | — | Country14 (20 Wo.)Country |                   |
| 1998 | I’m Not That Easy to Forget Shakin’ Things Up              | — | Country49 (7 Wo.)Country |                   |
| 1998 | You Think He’d Know Me Better Shakin’ Things Up            | — | Country66 (3 Wo.)Country |                   |
| 1999 | Maybe Not Tonight My Heart                                 | US86 (5 Wo.)US | Country17 (20 Wo.)Country | mit Sammy Kershaw |
| 1999 | Here I Go Again My Heart                                   | — | Country72 (3 Wo.)Country |                   |
| 2000 | To Get to You To Get to You: Greatest Hits Collection      | — | Country63 (5 Wo.)Country |                   |
| 2001 | He Drinks Tequila I Finally Found Someone                  | — | Country63 (17 Wo.)Country | mit Sammy Kershaw |
| 2003 | Do You Still Want to Buy Me That Drink (Frank) Show Me How | — | Country50 (12 Wo.)Country |                   |

Weitere Veröffentlichungen
- 1984: If You Came Back Tonight
- 2001: I Finally Found Someone (mit Sammy Kershaw)
- 2001: 29 Again
- 2002: The Color of Rose
- 2004: I Can Count on You
- 2004: Us Girls
- 2009: Leavin’ on Your Mind
- 2012: Wrapped Up in Love
- 2013: I Know What You Did Last Night (mit Pam Tillis)
- 2013: I Am a Woman (mit Pam Tillis)

### Gastbeiträge
| Jahr | Titel Album                               | Höchstplatzierung, Gesamtwochen, AuszeichnungChartplatzierungen (Jahr, Titel, Album, Platzierungen, Wochen, Auszeichnungen, Anmerkungen) | Höchstplatzierung, Gesamtwochen, AuszeichnungChartplatzierungen (Jahr, Titel, Album, Platzierungen, Wochen, Auszeichnungen, Anmerkungen) | Anmerkungen        |
| Jahr | Titel Album                               | US | Country | Anmerkungen        |
| ---- | ----------------------------------------- | --- | --- | ------------------ |
| 1990 | Til a Tear Becomes a Rose Greatest Hits   | — | Country13 (20 Wo.)Country | mit Keith Whitley  |
| 1996 | Hope                                      | — | Country57 (… Wo.)Country | Various Artists    |
| 1996 | Don’t Worry Baby Stars and Stripes Vol. 1 | — | Country73 (1 Wo.)Country | mit The Beach Boys |

### Videoalben
- 1991: Something in Red
- 2002: Colour of Roses
- 2004: Video Hits

## Auszeichnungen
- 1990: CMA Awards - Vocal Event Of The Year (für He Talks To Me)
- 1994: TNN Awards - Top Female Vocalist
- 1996: TNN Awards - Top Female Vocalist
- 1997: TNN Awards - Top Female Vocalist
- 1998: TNN Awards - Top Female Vocalist